# Matthias Mayr

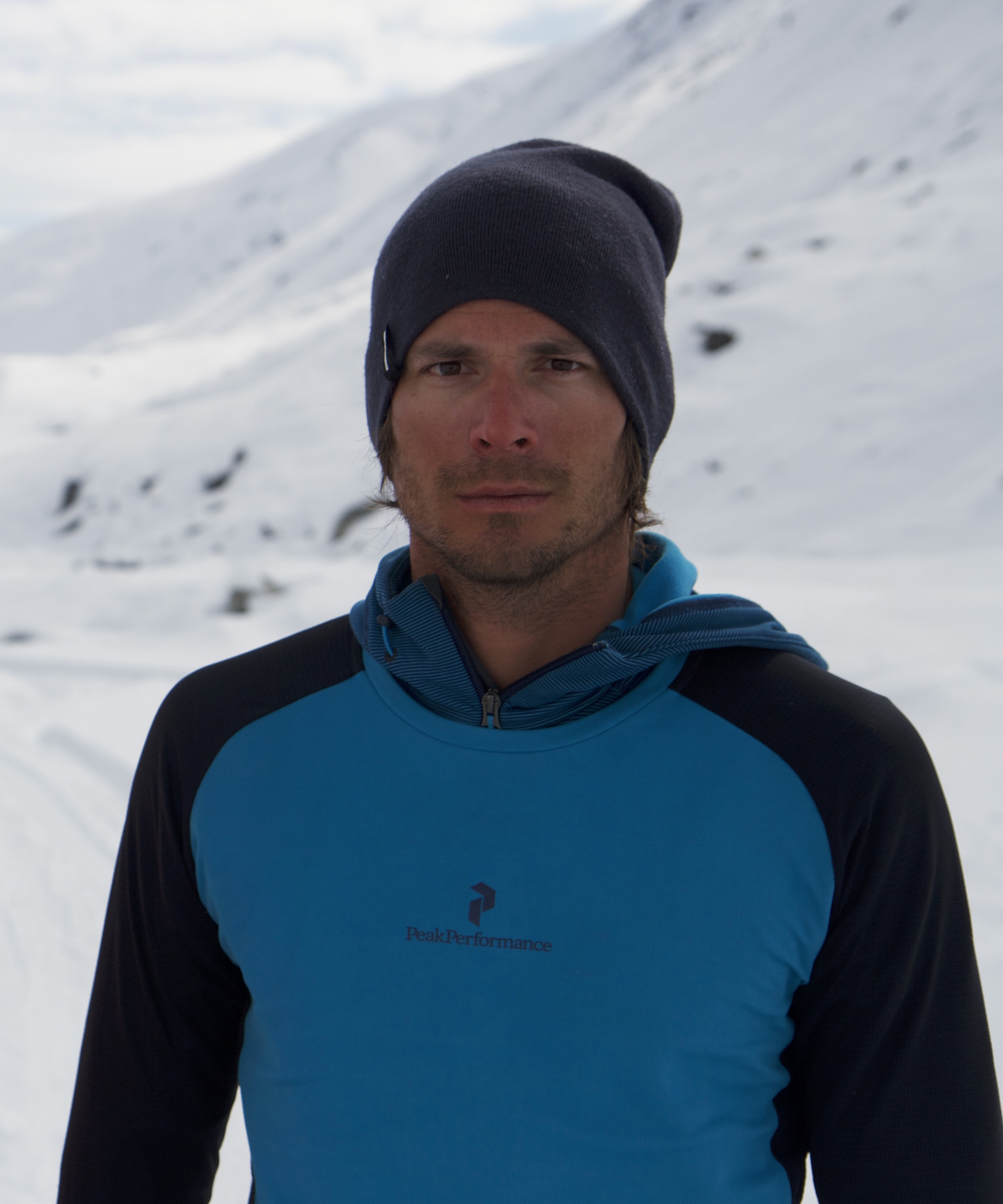
Matthias Mayr (2016)

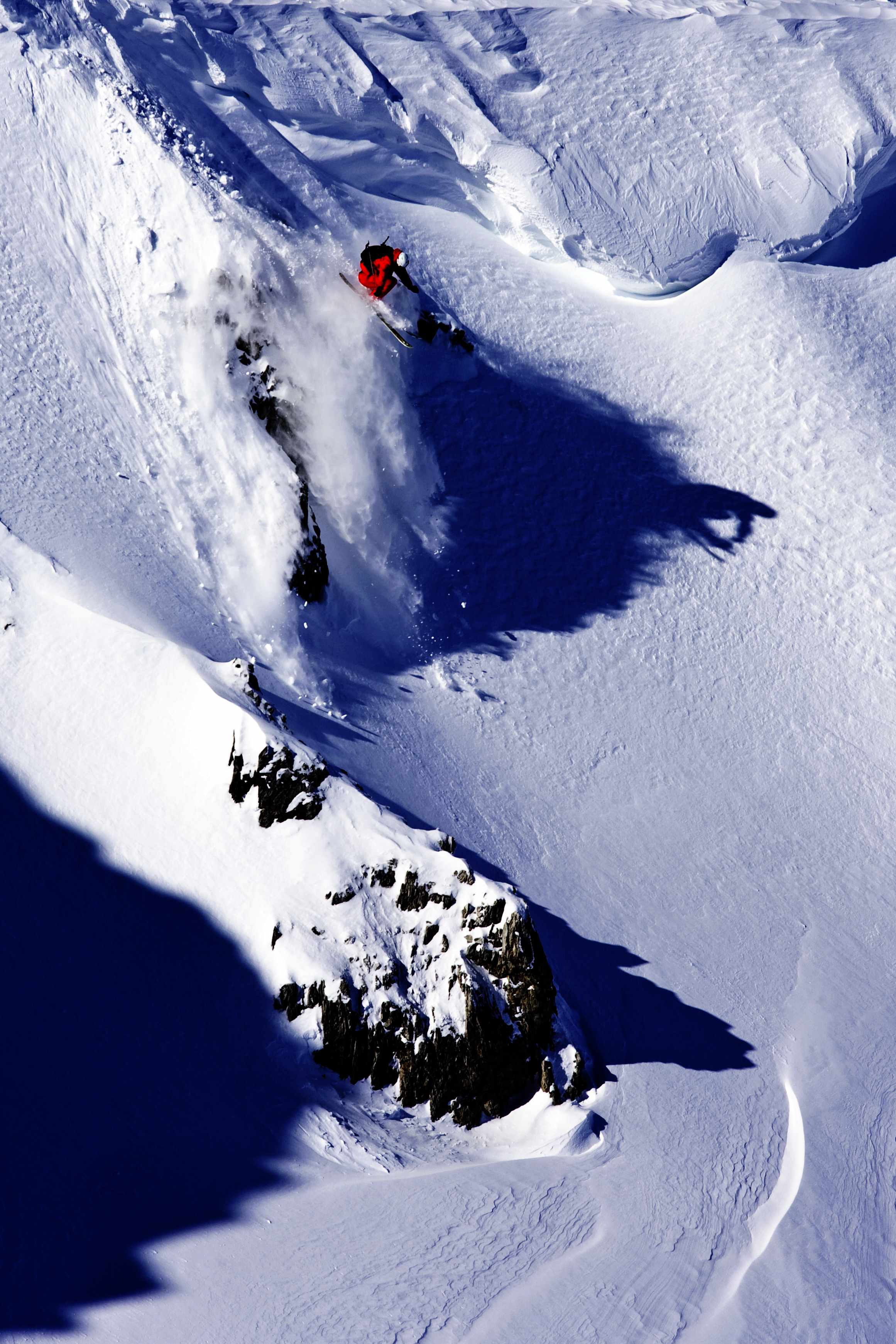
Matthias Mayr in Action

Matthias Mayr (* 16. Mai 1981 in Wien) ist ein österreichischer Freeride-Profi und Sportwissenschafter.

## Leben
Matthias Mayr verbrachte die ersten 18 Jahre seines Lebens überwiegend in Niederösterreich und Wien. Nach Salzburg führten ihn Freundin Sandra Schaber und seine Leidenschaft zum Freeskiing. 2006 startete Matthias Mayr eine wissenschaftliche Untersuchung bei Freeridern. Im Rahmen seiner Dissertation ermittelte er die Adrenalinwerte im Blut von Freeride-Profis, unter anderem auch bei sich selbst. Die Ergebnisse zeigten Messungen mit solch hohen Werten wie bei keiner anderen Risikosportart. Im Winter 2008 entstand auf Basis dieser Erkenntnisse in Davos der Dokumentarfilm Feel Adrenaline, produziert von Samuel Gyger.
Im Februar 2008 gelang Matthias Mayr gemeinsam mit dem steirischen Top-Freerider Andreas Kocher die Zweitbefahrung (Erstbefahrung durch Dylan Crossman) der Greimuth-Rinne am Loser mit alpinen Skiern. Im Sommer befuhr er dann gemeinsam mit seinen Freunden Matthias Haunholder und Lothar Hofer einen der aktivsten Vulkane der Welt, den Villarrica in Chile. Gemeinsam mit dem Team von Ydreamproduction.com gelang es ihm, eine Abfahrt mit Skiern adäquat zu filmen. Der Originalfilm Fire and Ice-skiing a vulcano ist seit 2009 auf Bergfilmfestivals zu sehen.
Im Winter 2009 drehte er gemeinsam mit Ydreamproduction.com und zahlreichen anderen österreichischen Top-Freeridern den Film Made in Austria, der im Herbst 2009 veröffentlicht wird. Matthias Mayr ist offizielles Testimonial der Online-Plattform onebigpark.at. Sein Skisponsor Elan beförderte ihn 2008 ins achtköpfige TeamGreen, das internationale Freeride-Team der Marke.
Im Winter 2010 drehte er gemeinsam mit den Freeski-Profis Matthias Haunholder, Sascha Schmid, Sara Orrensjö und dem Ski-Base-Jumper Matthias Giraud den Film Up and Down .
Im Winter 2011 produzierte er gemeinsam mit Matthias Haunholder A History of Snow. Weitere Athleten darin sind Pia Widmesser, Sandra Lahnsteiner, Roman Kuss und Ueli Kestenholz.
2011 bis 2014 entstanden die Filme Another Day in Paradise, Far Away, The List.
2015 entschied sich Matthias Mayr, gemeinsam mit Matthias Haunholder, mehr als nur Freeskiing zu betreiben. Daraus entstand der Abenteuer Dokumentarfilm Onekotan The Lost Island.
2016 entstand The White Maze welcher bisher 11 internationale Filmpreise gewinnen konnte. Dabei konnten sie als erste Menschen den Gora Pobeda mit Skiern befahren.
2017 begaben sich Matthias Mayr und Matthias Haunholder in Auf den Spuren der Ersten wieder in heimische Gefilde.
Im November 2017 begaben sich Matthias Mayr und Matthias Haunholder gemeinsam mit Filmer Johannes Aitzetmüller in das Inland der Antarktis, um dort als erste Freerider Skifahren auf höchstem Level zu versuchen. Um die enormen Distanzen zurücklegen zu können, lernten sie zuvor Kite-Surfen
Im Oktober 2018 wird der Film No Man´s Land – Expedition Antarctica veröffentlicht.